# Вакиихури, Дуглас
Дуглас Вакиихури — кенийский марафонец. Серебряный призёр Олимпийских игр 1988 года в марафоне. На Олимпиаде в Сеуле проиграл 15 секунд итальянцу Джелиндо Бордину. На чемпионате мира 1987 года стал победителем, обыграв своих главных конкурентов Ахмеда Салаха и Джелиндо Бордина. В 1989 году стал победителем Лондонского марафона с результатом 2:09.03. В 1990 году стал победителем игр Содружества и выиграл Нью-Йоркский марафон. Занял 6-е место на Бостонском марафоне 1991 года.
На Олимпийских играх в Барселоне бежал марафонскую дистанцию, на которой занял 36-е место.